# Валентин Паниагуа
Валентин Паниагуа Корасао (23 септември 1936 г., Куско, Перу – 16 октомври 2006 г., Лима], Перу) е перуански политик.
Определен е от перуанския Конгрес за временно изпълняващ длъжността президент на Перу, след като Алберто Фухимори си подава оставката през ноември 2000 г. Основната задача пред него е да организира нови избори и през юли 2001 г. се оттегля от президентския пост.